# Maud Roetgering
Maud Engelina Maria Roetgering (Almelo, 31 juli 1992) is een Nederlands voormalig voetbalster die haar volledige voetbalcarrière uitkwam voor FC Twente. Van 2023 tot 2025 was ze als technisch manager actier bij PSV.

## Carrière

### Jeugd
Roetgering begon haar voetbalcarrière bij SV Enter. In 2007 ging ze daarnaast ook bij FC Twente in de jeugd voetballen. Doordeweeks trainde ze bij FC Twente en SV Enter. In het weekend speelde ze met SV Enter dan een wedstrijd in competitieverband en met FC Twente speelde ze af en toe een oefenwedstrijd. In de zomer van 2008 verliet ze SV Enter om met de B3 van FC Twente in competitieverband te gaan spelen.

### FC Twente
In het seizoen dat ze fulltime in de jeugd van Twente ging spelen, stroomde Roetgering in de winterstop door naar het eerste elftal. Niet lang daarna maakte ze haar debuut. Ze speelde tegen FC Utrecht de gehele wedstrijd op de rechtsback-positie. In het seizoen 2009/10 speelde ze zichzelf in de basis van het elftal. Ze miste uiteindelijk maar twee duels dat seizoen. Een jaar later streed ze met Félicienne Minnaar om de rechtsachter-positie in het elftal. Dat seizoen werd ze landskampioen met de club. Ook het seizoen daarna vocht ze een tweestrijd uit met Minnaar voor een basisplek en werd ze tweede met FC Twente. Medio juni 2020 maakte Roetgering bekend dat ze stopt met voetballen.
Op 16 juni 2022 maakte Roetgering bekend dat ze terugkeert als speelster bij FC Twente na twee jaar een commerciële functie binnen de club te hebben bekleed.
Na het seizoen 2022/23 waarin Roetgering voornamelijk wisselspeler was, besloot ze opnieuw een einde aan haar carrière te maken door te tekenen bij PSV voor de functie van technisch manager. In haar periode als technisch manager bij de Eindhovense club haalde ze diverse oud FC Twente speelsters, waaronder Renate Jansen, Fenna Kalma, Nicky Evrard en Liz Rijsbergen, naar de club. Met PSV eindigde ze in het seizoen 2024/25 op doelsaldo onder FC Twente op de tweede plaats. In juni 2025 besloot Roetgering om per 1 juli 2025 haar taken als technisch manager bij PSV neer te leggen.

## Statistieken
| Seizoen         | Club            |                    | Competitie      | Competitie | Competitie | Beker | Beker | Continentaal1 | Continentaal1 | Overig2 | Overig2 | Totaal | Totaal |
| Seizoen         | Club            | Wed.               | Competitie      | Dlp.       | Wed.       | Dlp.  | Wed.  | Dlp.          | Wed.          | Dlp.    | Wed.    | Dlp.   |        |
| --------------- | --------------- | ------------------ | --------------- | ---------- | ---------- | ----- | ----- | ------------- | ------------- | ------- | ------- | ------ | ------ |
| 2008/09         | FC Twente       | Vlag van Nederland | Eredivisie      | 1          | 0          | 0     | 0     | —             | —             | —       | —       | 1      | 0      |
| 2009/10         | FC Twente       | Vlag van Nederland | Eredivisie      | 18         | 0          | 2     | 0     | —             | —             | —       | —       | 20     | 0      |
| 2010/11         | FC Twente       | Vlag van Nederland | Eredivisie      | 12         | 0          | 1     | 0     | —             | —             | —       | —       | 13     | 0      |
| 2011/12         | FC Twente       | Vlag van Nederland | Eredivisie      | 10         | 0          | 2     | 0     | 2             | 0             | 1       | 0       | 15     | 0      |
| 2022/23         | FC Twente       | Vlag van Nederland | Eredivisie      | 0          | 0          | 0     | 0     | 0             | 0             | 0       | 0       | 0      | 0      |
| Carrière totaal | Carrière totaal | Carrière totaal    | Carrière totaal | 41         | 0          | 5     | 0     | 2             | 0             | 1       | 0       | 49     | 0      |

Bijgewerkt t/m 2 juli 2022

## Kinderboekenschrijfster
In 2023 kwam Roetgering samen met eveneens oud FC Twente speler Wout Brama met het Kinderboek Wout & Maud: Het geheim van de trainer. Met het kinderboek, geschreven door Rick Meijer en geïllustreerd door Lieve Merlijn van Eijden, hoopten de twee voormalig profvoetballers op te komen voor homoacceptatie in het voetbal. Voor het boek wonnen Roetgering en Brama een 'Fifpro player voice award' voor hun bijdrage aan inclusiviteit. In 2024 kwam het vervolg Wout en Maud, vol in de aanval uit, waarmee ze het veelvuldige racisme in het voetbal willen tegengaan.